# DMX
Ерл Симонс (енгл. Earl Simmons; Маунт Вернон, 18. децембар 1970 — Вајт Плејнс, 9. април 2021), познатији као Ди-Ем-Екс (енгл. DMX; скраћено од: Dark Man X), био је амерички репер и глумац. Музичку каријеру започео је почетком 1990-их, а 1998. године је издао свој први албум It's Dark and Hell Is Hot, а трећи по реду ... And Then There Was X је његов најпродаванији са хит синглом Party Up (Up in Here). Укупно је издао 8 студијских албума. Још две његове песме су касније доживеле велики успех, X Gon' Give It to Ya и Where the Hood At?.
Глумио је у филмовима Ромео мора умрети, Излазне ране, Силом партнери и другим.

## Здравље и смрт
„Симонс је од детињства патио од астме, а у више наврата је био смештан у болницу, што због других здравствених проблема, што због наркотика. Годинама се борио против зависности, а 2019. године је отказао концерт и пријавио се на третман одвикавања.”
Симонс је 2. априла 2021. г. примљен у болницу због срчанога удара и од тада је био у критичноме стању. Спекулише се да је болест погоршана због употребе дрога. После операције је стављен у вегетативно стање. „Репер је после неколико дана на апаратима почео самостално да дише што је породици и његовим обожаваоцима пружило наду да ће се опоравити, међутим ипак је на крају дошло до фаталног исхода.” Преминуо је седам дана после пријема у болницу у педесетој години живота. Иза себе је оставио петнаесторо деце.

## Дискографија
Студијски албуми
- It's Dark and Hell Is Hot (1998)
- Flesh of My Flesh, Blood of My Blood (1998)
- ... And Then There Was X (1999)
- The Great Depression (2001)
- Grand Champ (2003)
- Year of the Dog... Again (2006)
- Undisputed (2012)
- Redemption of the Beast (2015)
- Exodus(2021)

## Филмографија
| Улоге  |                     |               |              |          |
| Година | Српски назив        | Изворни назив | Улога        | Напомена |
| 2004.  | Никад не умри сам   |               | Кинг Дејвид  |          |
| 2003.  | Од колевке до гроба |               |              |          |
| 2003.  |                     |               |              |          |
| 2001.  | Излазне ране        |               | Латрел Вокер |          |
| 2000.  |                     |               |              |          |
| 2000.  | Ромео мора умрети   |               | Силк         |          |
| 1998.  |                     |               |              |          |